# Laura Jäntti
Laura Helena Jäntti, född 4 januari 1950 i Helsingfors, är en finländsk regissör och teaterchef.

## Biografi
Jäntti studerade vid Helsingfors universitet 1968–1970 och därefter vid Finska teaterskolan 1970–1974. Hon regisserade under en tioårsperiod flera omtalade pjäser på KOM-teatern och därefter ett antal kritikerrosade uppsättningar, bland annat Rödluvan (Punahilkka) 1986 på Åbo stadsteater efter Märta Tikkanens roman, och Cyrano de Bergerac 1993 på Finlands nationalteater, en av 1990-talets mest omtalade föreställningar i Helsingfors.[källa behövs] Hon satte upp Don Juan och Ubu på Teater Viirus och hörde i några år till ledartrojkan för Tammerfors teatersommar. 
År 2001 debuterade Jäntti som teaterchef, på Lilla Teatern, med programförklaringen att hon vill ge teatern en ny profil, där lättare stoff skulle undvikas till förmån för teater som ger utlopp för djupare känslor. Hon hoppades därmed kunna skaffa Lilla Teatern en ny stampublik. Hon regisserade Kärlek och chili av Laura Esquivel och den psykologiskt intressanta Mannen som förväxlade sin hustru med en hatt, baserad på Oliver Sacks bok. På repertoaren fanns under hennes första två år dessutom Don Juan och den dramatiserade novellen av Fjodor Dostojevskij Farbrors dröm, regisserad av litauern Cesaris. År 2003 satte hon upp Staffan Göthes Byta trottoar och John Steinbecks pjäs Hiiriä ja ihmisiä. Hon avgick följande år, sedan beslutet om att slå samman teatern med den finska stadsteatern hade fattats.